# Roberto Nurse
Roberto Nurse (16 de diciembre de 1983) es un exfutbolista mexicano-panameño, de padre panameño y madre mexicana. Jugaba como delantero y se retiró en el Deportivo Achuapa de la Liga Nacional de Guatemala.

## Carrera
Nurse debutó a los 19 años en la Primera División de México en 2003 con los ahora extintos Colibríes de Morelos. En 2004 pasó a Liga de Ascenso a jugar con el club Zacatepec, y en 2005 participó en el Querétaro y el León.
Su buen paso por el León, donde anotó 11 goles en 19 apariciones, lo llevaron de regreso a la Primera División con el Atlante. Sin embargo, su paso por los Potros fue infructuoso, lo que motivó su regreso al Querétaro y un paso fugaz en préstamo por el Celaya.
Con la playera del Querétaro, Nurse participó en seis torneos (dos de ellos, en la Primera División; el resto, en la Liga de Ascenso), consiguiendo 34 anotaciones en 89 partidos.
En 2008, Nurse fue fichado por Chivas USA de la Major League Soccer de Estados Unidos. Para 2009, el club Tiburones Rojos del Veracruz lo compró, siendo prestado en dos campañas a los Guerreros de Hermosillo y al Cruz Azul Hidalgo.
En 2011, el delantero cambió de aires y fue fichado por los Reboceros de La Piedad de la Liga de Ascenso, escuadra con la que consiguió 20 goles. De ahí pasó a los Correcaminos de la UAT, donde concretó 38 goles en 80 apariciones. Nurse ayudó a los Correcaminos a obtener el liderato de la tabla en el torneo Apertura 2011, en el que se consagró máximo goleador de la división.
En diciembre de 2014, se anunció su fichaje con el club Dorados de Sinaloa.
En diciembre del 2015, se anuncia la llegada de Nurse al club Mineros de Zacatecas, junto con Christian López y Raúl Enríquez, los tres eran jugadores de ataque del equipo de Dorados
Denuncias por racismo
En febrero de 2015, Nurse denunció que un promotor de futbolistas le había proferido insultos racistas, llamándole "negro muerto de hambre" en Twitter tras haber anotado en la victoria de Dorados de Sinaloa contra su antiguo equipo, Correcaminos de la UAT.
En respuesta, su club emitió varios mensajes de apoyo al delantero. También la Federación Panameña de Fútbol expresó su descontento y pidió a las autoridades mexicanas a tomar acciones.

### Clubes
| Club                 | País           | Año             | Partidos | Anotado | Media |
| -------------------- | -------------- | --------------- | -------- | ------- | ----- |
| Colibríes de Morelos | México         | 2003            | 3        | 0       | 0     |
| Club Zacatepec       | México         | 2003 - 2004     | 23       | 10      | 0.43  |
| Querétaro F.C.       | México         | 2004 - 2005     | 28       | 11      | 0.39  |
| Atlante F.C.         | México         | 2005 - 2006     | 13       | 0       | 0     |
| Club León (cárnet)   | México         | 2005 - 2006     | 27       | 12      | 0.44  |
| Querétaro F.C.       | México         | 2006 - 2008     | 38       | 18      | 0.47  |
| Club Celaya (Cárnet) | México         | 2007            | 9        | 2       | 0.22  |
| Chivas USA           | Estados Unidos | 2008            | 6        | 0       | 0     |
| Veracruz             | México         | 2009            | 11       | 1       | 0.09  |
| Guerreros F.C.       | México         | 2009            | 11       | 0       | 0     |
| Cruz Azul Hidalgo    | México         | 2010 - 2011     | 45       | 16      | 0.36  |
| C.F. La Piedad       | México         | 2011 - 2012     | 26       | 18      | 0.69  |
| Correcaminos U.A.T.  | México         | 2012 - 2014     | 89       | 41      | 0.46  |
| Dorados de Sinaloa   | México         | 2015            | 34       | 15      | 0.44  |
| Mineros de Zacatecas | México         | 2016 - 2020     | 64       | 35      | 0.55  |
| Pachuca C.F.         | México         | 2020 - 2021     | 21       | 1       | 0.05  |
| Tlaxcala F.C.        | México         | 2021            | 15       | 1       | 0.07  |
| Deportivo Achuapa    | Guatemala      | 2022 - Presente | 21       | 2       | 0.1   |
| Total carrera        | Total carrera  | Total carrera   | 484      | 183     | 0.38  |

## Estadísticas

### Clubes
Actualizado al 21 de febrero de 2018.

| Colibríes de Morelos · México        |               |               |     |     |    |    |   |    |     |     |
| 1ª                                   | 2003          | 3             | 0   | -   | -  | -  | - | 3  | 0   |     |
| Total club                           | Total club    | 3             | 0   | 0   | 0  | 0  | 0 | 3  | 0   |     |
| Club Zacatepec · México              |               |               |     |     |    |    |   |    |     |     |
| 1ªA                                  | 2003/04       | 23            | 10  | -   | -  | -  | - | 23 | 10  |     |
| Total club                           | Total club    | 23            | 10  | 0   | 0  | 0  | 0 | 23 | 10  |     |
| Querétaro F. C. · México             |               |               |     |     |    |    |   |    |     |     |
| 1ªA                                  | 2004/05       | 28            | 11  | -   | -  | -  | - | 28 | 11  |     |
| 1ª                                   | 2006/07       | 19            | 1   | -   | -  | -  | - | 19 | 1   |     |
| 1ªA                                  | 2007/08       | 32            | 17  | -   | -  | -  | - | 19 | 1   |     |
| Total club                           | Total club    | 79            | 29  | 0   | 0  | 0  | 0 | 79 | 29  |     |
| Club León · México                   |               |               |     |     |    |    |   |    |     |     |
| 1ªA                                  | 2005/06       | 27            | 12  | -   | -  | -  | - | 27 | 12  |     |
| Total club                           | Total club    | 27            | 12  | 0   | 0  | 0  | 0 | 27 | 12  |     |
| Atlante · México                     |               |               |     |     |    |    |   |    |     |     |
| 1ª                                   | 2005/06       | 13            | 0   | -   | -  | -  | - | 13 | 0   |     |
| Total club                           | Total club    | 13            | 0   | 0   | 0  | 0  | 0 | 13 | 0   |     |
| Celaya F. C. · México                |               |               |     |     |    |    |   |    |     |     |
| 1ªA                                  | 2007          | 9             | 2   | -   | -  | -  | - | 9  | 2   |     |
| Total club                           | Total club    | 9             | 2   | 0   | 0  | 0  | 0 | 9  | 2   |     |
| Chivas USA Estados Unidos            |               |               |     |     |    |    |   |    |     |     |
| 1ª                                   | 2008          | 6             | 0   | -   | -  | -  | - | 6  | 0   |     |
| Total club                           | Total club    | 6             | 0   | 0   | 0  | 0  | 0 | 6  | 0   |     |
| Tiburones Rojos de Veracruz · México |               |               |     |     |    |    |   |    |     |     |
| 1ªA                                  | 2009          | 11            | 1   | -   | -  | -  | - | 11 | 1   |     |
| Total club                           | Total club    | 11            | 1   | 0   | 0  | 0  | 0 | 11 | 1   |     |
| Guerreros F. C. · México             |               |               |     |     |    |    |   |    |     |     |
| 1ªA                                  | 2009          | 11            | 0   | -   | -  | -  | - | 11 | 0   |     |
| Total club                           | Total club    | 11            | 0   | 0   | 0  | 0  | 0 | 11 | 0   |     |
| Cruz Azul Hidalgo · México           |               |               |     |     |    |    |   |    |     |     |
| 1ªA                                  | 2010          | 15            | 3   | -   | -  | -  | - | 15 | 3   |     |
| 1ªA                                  | 2010/11       | 30            | 13  | -   | -  | -  | - | 30 | 13  |     |
| Total club                           | Total club    | 45            | 16  | 0   | 0  | 0  | 0 | 45 | 16  |     |
| La Piedad · México                   |               |               |     |     |    |    |   |    |     |     |
| 1ªA                                  | 2011/12       | 26            | 18  | -   | -  | -  | - | 26 | 18  |     |
| Total club                           | Total club    | 26            | 18  | 0   | 0  | 0  | 0 | 26 | 18  |     |
| Correcaminos de la UAT · México      |               |               |     |     |    |    |   |    |     |     |
| 1ªA                                  | 2012/13       | 28            | 12  | 9   | 4  | -  | - | 37 | 16  |     |
| 1ªA                                  | 2013/14       | 28            | 18  | 8   | 3  | -  | - | 36 | 21  |     |
| 1ªA                                  | 2014          | 12            | 3   | 4   | 1  | -  | - | 16 | 4   |     |
| Total club                           | Total club    | 68            | 33  | 21  | 8  | 0  | 0 | 89 | 41  |     |
| Dorados de Sinaloa · México          |               |               |     |     |    |    |   |    |     |     |
| 1ªA                                  | 2015          | 13            | 10  | 3   | 1  | -  | - | 16 | 11  |     |
| 1ª                                   | 2015          | 15            | 4   | 3   | 0  | -  | - | 18 | 4   |     |
| Total club                           | Total club    | 28            | 14  | 6   | 1  | 0  | 0 | 34 | 15  |     |
| Mineros de Zacatecas · México        |               |               |     |     |    |    |   |    |     |     |
| 1ªA                                  | 2016          | 14            | 6   | 1   | 0  | -  | - | 15 | 6   |     |
| 1ªA                                  | 2016/17       | 17            | 18  | 3   | 0  | -  | - | 20 | 18  |     |
| 1ªA                                  | 2017/18       | 24            | 9   | 5   | 2  | -  | - | 29 | 11  |     |
| Total club                           | Total club    | 55            | 33  | 9   | 2  | -  | - | 64 | 35  |     |
| Total carrera                        | Total carrera | Total carrera | 404 | 168 | 36 | 11 | - | -  | 440 | 179 |
| (1) Incluye datos de la Copa México. |               |               |     |     |    |    |   |    |     |     |

## Selección nacional
Roberto Nurse recibió el llamado a la selección nacional de fútbol de Panamá en mayo de 2014, con miras a las eliminatorias mundialistas rumbo a Rusia 2018. Nurse fue elegible para la selección panameña debido a su doble nacionalidad -dada por el origen de su padre- y a que no había sido considerado previamente por la selección de México.
El delantero debutó con la selección de Panamá el 31 de mayo de 2014 en un duelo amistoso ante Serbia. Nurse hizo su primer gol con la selección en la Copa Centroamericana de 2014, anotándole a Costa Rica en un empate a dos.
Logró clasificar a la Copa Mundial de Fútbol de 2018, estuvo en la lista preliminar, sin embargo no fue parte de la lista final al mundial.

### Goles internacionales
| Núm. | Fecha                   | Lugar                                        | Rival          | Gol | Resultado | Competición               |
| ---- | ----------------------- | -------------------------------------------- | -------------- | --- | --------- | ------------------------- |
| 1    | 7 de septiembre de 2014 | Estadio Cotton Bowl, Texas, Estados Unidos   | Costa Rica     | 0-2 | 2-2       | Copa Centroamericana 2014 |
| 2    | 15 de noviembre de 2014 | Estadio Cuscatlán, San Salvador, El Salvador | El Salvador    | 1-3 | 1-3       | Amistoso                  |
| 3    | 25 de julio de 2015     | Subaru Park, Pensilvania, Estados Unidos     | Estados Unidos | 0-1 | 1-1       | Copa de Oro 2015          |

## Palmarés

### Distinciones individuales
| Equipo               | Distinción                            | Año  |
| -------------------- | ------------------------------------- | ---- |
| Correcaminos UAT     | Goleador del Clausura 2014 (11 goles) | 2014 |
| Dorados de Sinaloa   | Goleador del Clausura 2015 (10 goles) | 2015 |
| Mineros de Zacatecas | Goleador del Apertura 2016 (16 goles) | 2016 |